# Retrospekcje
Retrospekcje – piąty album studyjny polskiego rapera Fu. Wydawnictwo ukazało się 29 sierpnia 2009 roku nakładem wytwórni muzycznej Prosto w dystrybucji Fonografiki. Produkcji nagrań podjęli się Seba G, RuDy, Czarny HIFI, L-Pro, L.A., UrbanBeats, SebassBeats, Krys, Sherlock, MVP Pro oraz Yogoorth. Z kolei wśród gości na płycie znaleźli się m.in. WWO, Marysia Starosta, Wozzo, Toony i Lukasyno,
Nagrania dotarły do 31. miejsca zestawienia OLiS. 

## Lista utworów
Opracowano na podstawie materiału źródłowego.
1. "Start" - 0:56
2. "Co-ma-być-to-będzie" (gościnnie: Grizzlee) - 4:04
3. "Retrospekcje" (gitara basowa: Agata Molska) - 3:20
4. "Nie zmienisz mnie" - 3:06
5. "Błękitny diament" - 3:11
6. "Urodzony 19 maja" (śpiew: Alex Gaweł) - 3:49
7. "Gdzie teraz jesteś?" - 3:26
8. "Kwestia wyboru" (gościnnie: Blee, Pono) - 3:39
9. "Dotyk anioła" (śpiew: Kasia) - 3:42
10. "To mój atut" (gościnnie: BraHu, Lukasyno, Mieron, Ras Luta) - 4:19
11. "Materialne tango" (gitara basowa: Agata Molska) - 5:06
12. "Ekskluzywny nokaut" (gościnnie: WWO, Marysia Starosta) - 3:30
13. "Dosyć tego" (gościnnie: Wozzo) - 4:22
14. "To, czego pragnę" (trąbka: Maurycy) - 5:40
15. "Głębia moich myśli" - 3:45
16. "Matka Polska" - 4:00
17. "Obywatel świata" (gościnnie: Romano Le Stick, Toony) - 3:03
18. "Miasto wchłania klasykę" 4:16
19. "Szybkie tempo" (gościnnie: Toony) - 2:59
20. "Eliksir życia" (śpiew: Kala) - 4:10
21. "Dj Frodo morderca" (scratche: DJ Frodo) - 3:21

## Twórcy
Opracowano na podstawie materiału źródłowego.

- DJ Deszczu Strugi - miksowanie, realizacja nagrań
- Czarny HIFI - produkcja muzyczna (3, 14), miksowanie, mastering, realizacja nagrań
- Piotrek Ruszkowski - oprawa graficzna
- Fu - rap, producent wykonawczy
- Karol Lis, Piotrek Ruszkowski, Przemysław Zacharuk - zdjęcia
- L-Pro - produkcja muzyczna (4, 12, 17)
- UrbanBeats - produkcja muzyczna (8)
- Krys - produkcja muzyczna (10, 15)
- SebassBeats - produkcja muzyczna (9)
- L.A. - produkcja muzyczna (5)
- Seba G - produkcja muzyczna (1, 6, 7, 13)
- Sherlock - produkcja muzyczna (11, 16, 19)
- RuDy - produkcja muzyczna (2, 20)
- MVP Pro - produkcja muzyczna (18)
- Yogoorth - produkcja muzyczna (21)
- Zjawin - produkcja muzyczna (14)